# Samostan Josipovac u Tuzli
Samostan časnih sestara Družbe Kćeri Božje ljubavi Josipovac je rimokatolički samostan u Tuzli. Nalazi se prema istoku Tuzle, u pravcu Slavinovića s lijeve strane. Prema novoj izmjeri, nalazi se na prostoru koji obuhvata katastarske općine Slavinovića, a po starom premjeru katastarskoj općini Kolovrat.
Jedan je od trinaest tuzlanskih nacionalnih spomenika BiH.

## Povijest
Godine 1878. Austro-Ugarska zaposjela je BiH što je stvorile preduvjete za bolji život kršćana. Vrhbosanski nadbiskup Josip Stadler pozvao je, a u Bosnu i Hercegovinu 1882. godine došla je radi osnivanja misionarske službe utemeljiteljica ženske redovničke službe Kćeri Božje ljubavi majka Franziska Lechner. Godinu dana poslije dolaze prve časne sestre na područje Tuzle. Onda su se bavile bavile školstvom i brigom o mladima.
Bosanska vlada godine darovala je 1885. Družbi Kćeri Božje ljubavi Provincije Božje Providnosti. Zemljište zvano Dragoželj nalazilo dvadesetak minuta udaljeno od središta Tuzle prema Simin Hanu. Zapušteno zemljište časne sestre su iskrčile, obradile, zasadile i postupno se formirala ekonomija prozvana Josipovac. Samostan je prozvan po poočimu Isusa, svetom Josipu koji u Katoličkoj crkvi zauzima posebno mjesto. 
Gradnja samostana na ovoj ekonomiji počela je 29. svibnja 1886. godine, a završena 6. rujna iste godine, kad je i blagoslovljen. Blagoslovu samostana nazočila je i Majka Franciska iz Provincije Božje Providnosti Družbe Kćeri Božje ljubavi. U samostanu je živjelo i radilo desetak sestara. Blizu samostana je i groblje časnih sestara, na kojem su grobovi 40 časnih sestara preminulih u Tuzli i na Josipovcu. Ekonomija samostana materijalno je pomagala Zavodu Kraljice sv. Krunice u Tuzli, otvorenog 1883. godine.
Pored glavne zgrade, časne su imale i kućnu kapelicu. Svećenik im je dolazio iz Tuzle.
2010. godine projektant Božo Pranjić izradio je uređenja groblja "Josipovac" u Slavinovićima,  
s pristupnim putom.
Na osnovi peticije/prijedlogas. Elizabete Ane Ćosić, FDC, Družba Kćeri Božje ljubavi iz Tuzle od prosinca 2013. godine, pokrenut je postupak za proglašenje samostana Josipovac u Slavinovićima u Tuzli i groblja Josipovac u Tuzli nacionalnim spomenikom Bosne i Hercegovine.
5. studenoga 2014. proglašen je nacionalnim spomenikom BiH u svojstvu povijesnog spomenika. Groblje časnih sestara ne uživa režim zaštite utvrđen ovom odlukom, jer prema Kriterijima za proglašenje dobara nacionalnim spomenicima nadgrobnici ne ispunjavaju uvjete. Samostan još nije vraćen časnim sestrama.
Od 2005. godine Družba sestara kćeri Božje ljubavi u Tuzli sve do danas bezuspješno je nekoliko puta pokušavala u svoje vlasništvo vratiti samostan Josipovac, usprkos svoj dostavljenoj dokumentaciji. Više puta im se pokušavalo reći neistinu da "tu nije bio sakralni objekt".
Na lokaciji Josipovac nalazi se odašiljač, a na nacionaliziranom zemljištu na toj lokaciji bilo je nekoliko objekata među kojima je i jedna zgrada s čak osam stanova, koje su prijeratni korisnici stanova uspjeli otkupiti temeljem odredbe o stanarskim pravima koje su izjednačene s vlasničkim. Časne sestre bore se i s nelegalnom gradnjom puta preko posjeda, zbog čega su se obratile gradonačelniku.

## Vanjske poveznice
- (boš.) Povjerenstvo za očuvanje nacionalnih spomenika BiH  Arhivirana inačica izvorne stranice od 6. prosinca 2017. (Wayback Machine) Odluka o proglašenju nacionalnim spomenikom